# 李鍾熙
李鍾熙，台灣雲林縣斗六市人，為國立中央大學化工系第一屆畢業生，後負笈美國伊利諾理工學院取得博士學位，又前往芝加哥大學及哈佛大學進修企業管理。

## 經歷
曾任職於美國阿岡國家研究院、美國強生美西公司。1990年後，返台後擔任工業技術研究院化學工業研究所副所長、所長、副院長兼生物醫學工程中心主任等職務，並先後擔任生技與製藥國家型計劃協同主持人、經濟部生物工程與材料研發計劃總主持人、經濟部前瞻創新研發科專計劃總主持人等研發工作。2003年8月起，擔任工業技術研究院院長，並兼任生物醫學科技領域召集人。2010年4月，轉任財團法人生物技術開發中心董事長。

## 榮譽
- 美國中國工程師學會「傑出服務獎章」
- 中國化學工程師學會「工程獎章」
- 工業技術研究院  研究成就獎
- 經濟部科技專案  優良計劃主持人
- 美國伊利諾理工學院「傑出國際校友」
- 亞洲化學學會聯盟  主席
- 中華民國科技管理學會  院士
- 國立中央大學傑出校友